# Milena Slavická
Milena Slavická, roz. Rattayová (* 28. března 1949, Karviná), je česká historička umění, kurátorka, výtvarná kritička, redaktorka a vydavatelka, vysokoškolská pedagožka a spisovatelka. Manželka malíře Viktora Pivovarova.

## Život
Po maturitě na gymnasiu v Praze vystudovala v letech 1968-1974 dějiny umění a historii na Filozofické fakultě Univerzity Karlovy. Roku 1975 obhájila rigorózní práci.
Od roku 1975 pracovala v Národní galerii jako kurátorka sbírky českého umění 20. století, od roku 1979 jako kurátorka sbírky zahraničního umění 19. a 20. století. Od roku 1977 podnikala soukromě cesty do Moskvy za účelem studia tamního neoficiálního umění a od roku 1978 organizovala spolu s Jindřichem Chalupeckým návštěvy moskevských nekonformních umělců v Praze. Ve druhé polovině 80. let spolupracovala s neoficiální Galerií Opatov (1984-1990) a publikovala v samizdatových edicích.
V letech 1990–1996 působila jako šéfredaktorka a vydavatelka časopisu Výtvarné umění, v letech 1994-1996 byla editorkou sborníků Výtvarného umění. V letech 1995-2002 byla ředitelkou vydavatelství Občanské sdružení pro podporu výtvarného umění. Byla kurátorkou galerie Pi-Pi-Art (bývalé výstavní síně Čs. spisovatele (1990-1991), předsedkyní poroty Ceny Jindřicha Chalupeckého (1994-1995). Od roku 1998 byla externí přednášející Katedry dějin umění FA TU v Liberci, od roku 1999 je odbornou asistentkou dějin umění na Akademii výtvarných umění v Praze. Od roku 2001 působí v redakční radě časopisu Fotograf.
Roku 1995 byla na studijním pobytu v redakci časopisu New Observer v New Yorku. Roku 2004 měla cyklus přednášek o neoficiálním ruském umění na Grinnell College v Iowě a přednášek Fotografie a obraz na Faculty of Visual Art and Design, Utrecht School of Arts. Byla členkou grantové komise Ministerstva kultury ČR (1992-1994), členkou vědecké rady (2002) a akviziční komise (2002-2004) Národní galerie v Praze. Od roku 1992 je členkou AICA.

## Dílo
Studia absolvovala diplomovou prací Nové formy angažovaného umění sovětské levicové avantgardy v letech 1917-1925. (1974). Od sedmdesátých let se zabývá neoficiální výtvarnou scénou v Rusku a situací na české umělecké scéně po roce 1989. Po roce 2000 se jako teoretička zabývá současnou fotografií.
Napsala četné texty do katalogů výstav, publikuje v časopisech Umění a Řemesla, Výtvarná kultura, Výtvarné umění, Ateliér, Fotograf, Revolver Revue. Beletristicky debutovala v roce 2010 knihou Povídky jamrtálské.

### Editorka sborníků
- Současné německé umění (Výtvarné umění č. 1, 1994), s Dorothee Bienert
- Berlín dnes a tady (Výtvarné umění č. 2, 1994), s Dorothee Bienert
- B. K. S. Dvacet let tajné organizace Připravili Pablo Augeblau, Prof. Eckel Eckelhaft, Jirek Zlobin-Lévi Ostrowid, Dr. Škába Sklabinský (Výtvarné umění č. 3, 1994)
- Umění instalace (Výtvarné umění č. 4, 1994)
- Art in America (Výtvarné umění č. 1-2, 1995), s Jo Williams, Barbara Benish
- Zakázané umění I (Výtvarné umění č. 3-4, 1995), s Marcelou Pánkovou
- Zakázané umění II (Výtvarné umění č. 1-2, 1996), s Marcelou Pánkovou
- Vilém Flusser, Moc obrazu. Výbor filosofických textů z 80. a 90. let.(Výtvarné umění č. 3-4, 1996) s Jiřím Fialou
- UB 12. Studie, rozhovory, dokumenty, Praha 2006

### Odborné publikace
- Adriena Šimotová. Hlava k listování, Praha 1997
- Ivana Lomová 2003-2006, Praha 2006

### Katalogy
- 1978 Zdenek Hůla: Grafika
- 1980 Jan Sekal: Obrazy, grafika
- 1980 Ivan Kulec
- 1981 Grigorij Musatov: Obraz
- 1983 Grigorij Musatov 1889-1941
- 1984 Petr Pavlík: Obrazy, kresby, objekty
- 1985 Nikolaj Chvorinov
- 1987 Viktor Pivovarov: Ilustrace
- 1990 Pavel Humhal: Obrazy, instalace, (rozhovor)
- 1995 Michal Gabriel: Cena Jindřicha Chalupeckého za rok 1994
- 1996 Cena Jindřicha Chalupeckého VI. ročník 1995 (Petr Nikl)
- 1997 Ivana Lomová: Život je dobrý
- 1999 Jan Knap
- 1999 Ivana Lomová: Muži a ženy
- 2001 Adriena Šimotová: Retrospektiva
- 2003 Ivana Lomová: Dítě uvnitř
- 2007 Michal Nesázal: Ultra prostor / Ultra space
- 2007 Kamila Ženatá: Nauč se stát na jedné noze (Obrazy / videoart / paintings)
- 2009 Petr Lysáček: lysacek@post.cz
- 2017 Martin Velíšek: Mlčení

### Beletrie
- Povídky jamrtálské, 2010, Torst, ISBN 978-80-7215-384-8, zpracováno v Českém rozhlasu v roce 2014 jako četba na pokračování, připravila: Tamara Salcmanová, režie: Miroslav Buriánek, čte: Jana Kubátová[7]
- Hagibor, Torst Praha 2014, ISBN 978-80-7215-476-0
- Ona, Torst Praha 2018, ISBN 978-80-7215-566-8
- Na Betáni: O nevinnosti a jiných maličkostech, Torst Praha 2022